# Памятник рабочим «Пролетарского завода»
Памятник рабочим «Пролетарского завода» установлен в память о погибших работниках этого завода в годы блокады и Великой Отечественной войны.

## История
Памятник был создан в память о сотрудниках «Пролетарского завода» и завода «Экономайзер», который в годы войны был самостоятельным  предприятием, а  позднее, в 1970-е  годы был введён в состав «Пролетарского завода».
С «Пролетарского завода» в регулярную армию было мобилизовано 1111 человек, ещё  689 добровольно ушли в ряды  народного ополчения.
Основная часть завода и его оборудования были эвакуированы во время блокады, а оставшиеся в городе заводчане ремонтом ходовой железнодорожного транспорта и боевой техники.
Установка  памятника была произведена за счёт средств рабочих «Экономайзера», памятник был подарком от них. Установлен он в 1975 году в честь тридцатилетнего юбилея  победы в  Великой Отечественной войне.
Над памятником работал архитектор В.И. Трояновский. Автором текста, который  нанесён на памятник, стал один  из рабочих «Экономайзера», А.Е. Рубанов.
Памятник находится на территории НПО «Пролетарский завод» по адресу улица Дудко, дом 3, на  второй площадке завода.
Координаты расположения памятника:
N 59° 53' 7.768'' E 30° 26' 21.991''
Около памятника ежегодно в  День снятия блокады Ленинграда проходят встречи ветеранов завода.

## Описание  памятника
Памятник представляет из себя прямоугольную мемориальную стену, выполненную  из известняка.
На стене нанесены бронзовыми буквами  стихотворные строчки:
«Здесь нет их имён,
Но ничто не забыто,
Ни подвиг бессмертный,
Ни имена,
И память о них,
Не вернувшихся с битвы,
В сердцах поколений
На все времена»
Сбоку помещена ещё одна надпись:
«1941-1945. В честь 30-летия Победы от трудящихся завода «Экономайзер»
Слева на боковой стороне стены находится табличка, выполненная из металла. На ней  гравировкой нанесена надпись:
«Здесь 8-го мая 1975 года заложена капсула с текстом письма к потомкам. Вскрыть 8-го мая 2025 года»